# Another Town, Another Train
«Another Town, Another Train» (en español: «Otro Pueblo, Otro Tren») es el una canción y un sencillo lanzado por el grupo sueco ABBA en algunos países, el último sencillo de su álbum Ring Ring

## La canción
La canción fue escrita por Benny y Björn. Fue grabada probablemente entre fines de 1972 y principios de 1973, en el estudio KMH de Estocolmo y es interpretada principalmente por Björn. Habla acerca de un hombre que tiene que dejar a su pareja, y la consuela diciendo que algún día el regresará y se reencontrarán, pero mientras él tendrá que irse a otro pueblo, a otro tren. Esta inculída en el disco Ring Ring como la pista número 2.
Previamente había sido lanzado como lado B de People Need Love y de Rock'n Roll Band. El sencillo llegó al #2 de las listas de radio suecas, y al 18 en Zimbabue. Más tarde, en 1974, se tradujo al sueco y fue cantada por "Schytts" y en 1991 por Kikki Danielsson.

## El Lado B
El lado B del sencillo fue People Need Love. El nombre de la canción resume el mensaje de la misma. La gente lo que necesita es amor para hacer de este mundo un lugar mejor. Con un sonido que caracterizaría al grupo durante varios años, esta especie de balada es una de las pocas canciones en que los 4 cantan (en todas las estrofas), en un estilo de diálogo entre los hombres y las mujeres.

## Wer Im Wartesaal Der Liebe Steht
Es el título de la canción en el alemán que técnicamente significa "Quien está en la sala de espera del amor", y fue traducida por Fred Jay. Fue grabada el 23 de julio de 1973. La canción fue lanzada como el lado B de la versión de "Ring Ring" en alemán. Actualmente está disponible como Bonus track del álbum Ring Ring.

## Posicionamiento
| Lista                                     | Posición |
| ----------------------------------------- | -------- |
| Suecia Tio i Topp Chart                   | 1        |
| México Lista de Sencillos Internacionales | 1        |
| Zimbabwe Top 20 Singles Chart             | 18       |